# Thaumastochloa pubescens
Thaumastochloa pubescens är en gräsart som först beskrevs av George Bentham, och fick sitt nu gällande namn av Charles Edward Hubbard. Thaumastochloa pubescens ingår i släktet Thaumastochloa och familjen gräs. Inga underarter finns listade i Catalogue of Life.